# Plecia trifida
Plecia trifida är en tvåvingeart som beskrevs av Hardy 1968. Plecia trifida ingår i släktet Plecia och familjen hårmyggor. Inga underarter finns listade i Catalogue of Life.